# Maro (chanteuse)
Pour les articles homonymes, voir Maro.
Mariana Secca, plus connue sous le pseudonyme MARO, est une chanteuse et multi-instrumentiste portugaise, née le 30 octobre 1994 à Lisbonne. Après des études au Berklee College of Music, elle lance sa carrière solo tout en collaborant avec de nombreux artistes. Elle a notamment joué avec Jacob Collier. Elle représente le Portugal au Concours Eurovision de la chanson 2022.

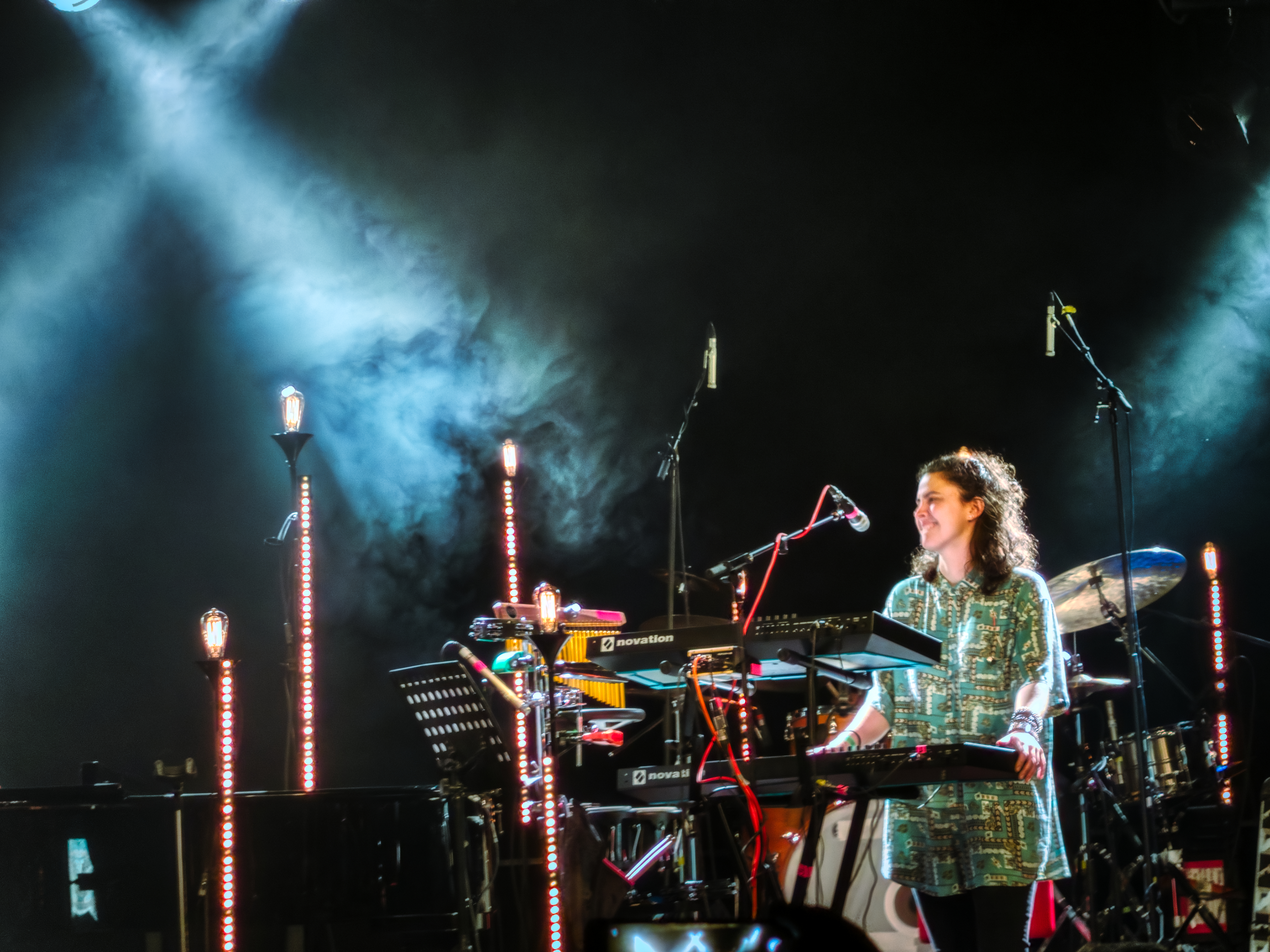
Maro lors d'un concert avec Jacob Collier en 2019.

## Biographie
Mariana Brito da Cruz Forjaz Secca naît le 30 octobre 1994 à Lisbonne dans une famille de musiciens. Elle commence le piano à quatre ans, la guitare à 12 ans et obtient son diplôme du conservatoire de Lisbonne à 17 ans. Après avoir fait une filière scientifique au lycée et avoir envisagé de devenir vétérinaire, elle décide à 19 ans de se lancer dans la musique et part étudier au Berklee College of Music à Boston aux États-Unis. Elle lance une série de collaborations musicales avec les étudiants, Berklee People. L'année suivante, elle s'installe à Los Angeles et sort cinq albums d'affilée sous le nom de scène MARO. Elle a également vécu au Brésil et en France.
En 2019, elle accompagne Jacob Collier sur sa tournée Djesse World Tour. Elle rentre ensuite au Portugal.
Durant la pandémie de Covid-19, elle organise des duos musicaux à distance avec de nombreux artistes portugais et internationaux, comme Rui Veloso, António Zambujo et Eric Clapton. Appelée It's me, Maro !, cette série est postée sur sa chaîne Youtube.
Maro remporte le Festival da Canção 2022 avec le titre Saudade, saudade et représente le Portugal au Concours Eurovision de la chanson 2022. Son cinquième album, Can you see me? sort en août 2022, et son sixième album, Hortelã, sort en avril 2023.
En 2025, elle sort un album en commun avec le producteur réunionnais Nasaya, intitulé LIFELINE. La même année, elle participe à la création du dernier album du chanteur canadien Patrick Watson, Uh Oh.

## Style
Le style de MARO est fait de multiples influences musicales. Il emprunte au fado, au RnB, à la soul, à la pop électronique. En plus du chant, MARO joue du piano, de la guitare et de la basse. Sa voix se caractérise par son timbre grave et profond.

## Discographie

### Albums
- MARO, vol. 1 (2018)
- MARO, vol. 2 (2018)
- MARO, vol. 3 (2018)
- MARO & Manel (avec Manuel Rocha) (2018)
- It's OK (2018)
- Can you see me? (2022)
- Hortelã (2023)
- LIFELINE (avec Nasaya) (2025)

### EPs
- Pirilampo (avec Nasaya) (2021)
- MARO ilumina Sonastério (Ao Vivo no Sonastério) (2022)

### Singles
- 2019 :
  - Midnight Purple (feat. Nasaya)
  - Why (feat. Ariza)
  - What Difference Will It Make
- 2020 :
  - Mi condena (feat. Vic Mirallas)
- 2021 :
  - Tempo (feat. Nasaya)[12]
  - I See It Coming (feat. Nasaya)
- 2022 :
  - Saudade, saudade[3]
  - Am I not Enough for Now?
  - We've Been Loving in Silence[14]